# Schaatsmolentocht (Alblasserwaard)

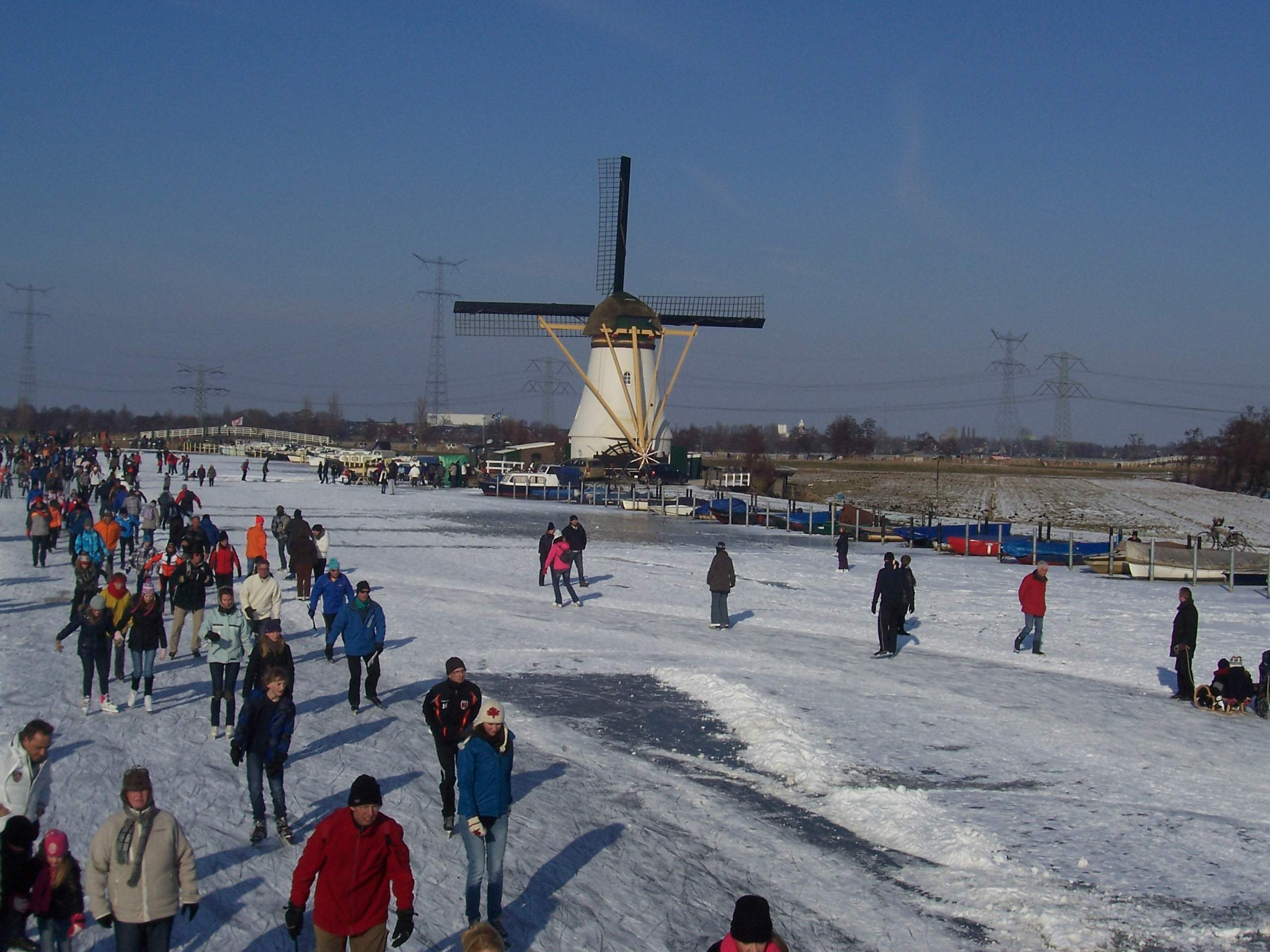
Schaatsmolentocht (Alblasserwaard), ter hoogte van startpunt te Alblasserdam. 11 feb. 2012, met de Kortlandse Molen

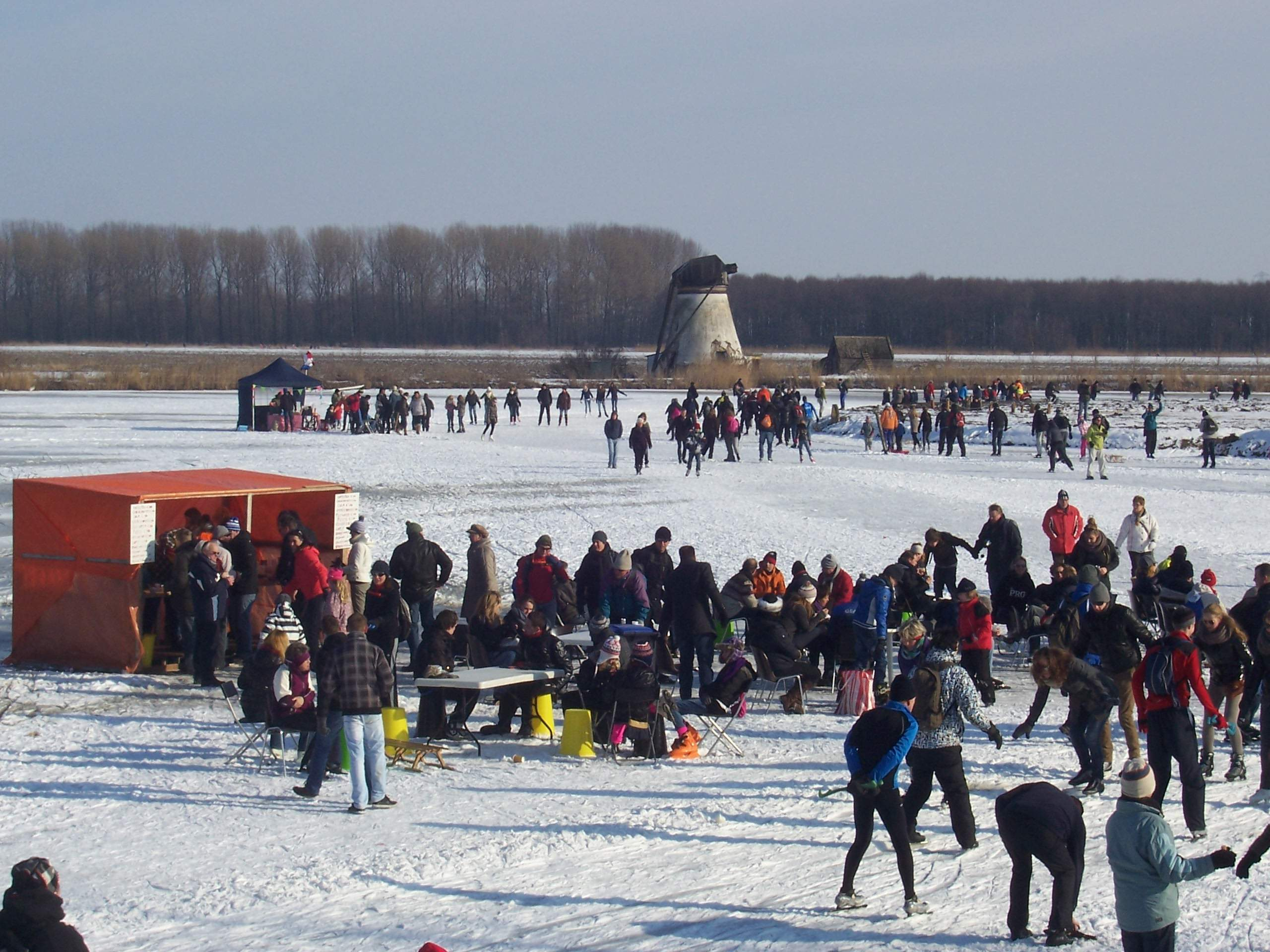
Schaatsmolentocht (Alblasserwaard), "koek en zopie", vlak bij startpunt. 11 feb. 2012

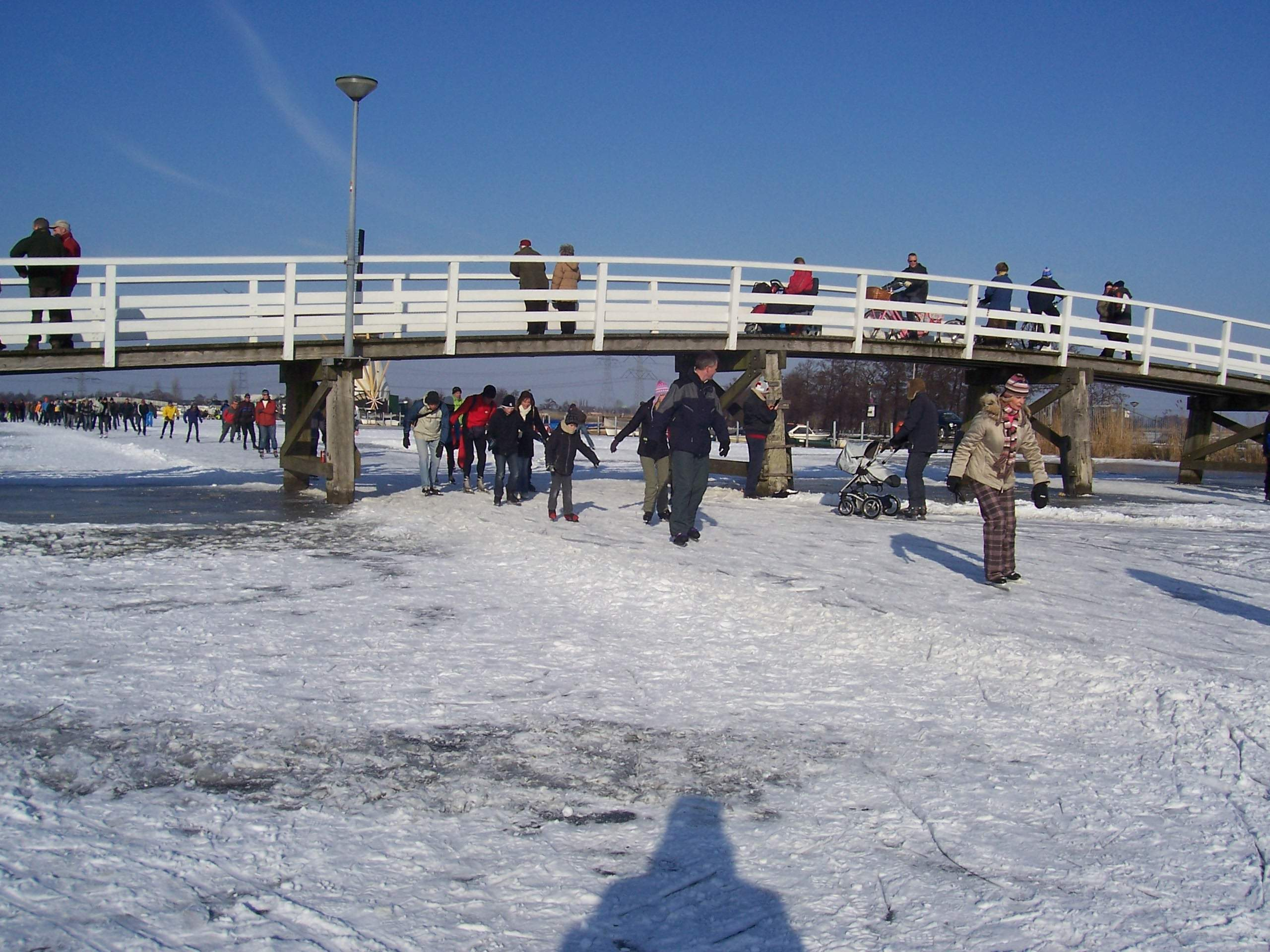
Schaatsmolentocht (Alblasserwaard), onder bruggetje door. 11 feb. 2012

De Alblasserwaardse Schaatsmolentocht is een Nederlandse toertocht die gehouden wordt op de bevroren wateren van de Alblasserwaard. De afstanden variëren en er kan worden gekozen tussen 25, 50 en 75 kilometer. Lang niet alle winters wordt de tocht gehouden, dit is afhankelijk van de toestand van het ijs. Er is officieel 13 centimeter ijs over het hele parcours nodig voor de tocht. In totaal werd de tocht dertienmaal verreden.

## Geschiedenis
In 1917 werd de Alblasserwaardse IJsbond opgericht en die organiseerde, als het weer het toeliet, een schaatstocht van ongeveer 55 kilometer. De tochten werden gehouden tot aan de Tweede Wereldoorlog.
Na de oorlog ging de bond op in het district Zuid-Holland-Zuid van de KNSB, en de tocht verdween.
In de winter van 1963 gingen de ijsclubs weer samenwerken en de moderne molentocht werd geboren.
Vanaf 1972 wordt hij standaard bij vriesweer verreden.

## Verreden
De tocht is dertien keer verreden, in 1972, 1976, 1979, 1982, 1985, 1986, 1987, 1991, 1993, 1996, 1997, 2009 en 2012.

## Dorpen
De Molentocht gaat langs 13 dorpen in de Alblasserwaard: 
- Alblasserdam
- Oud-Alblas
- Bleskensgraaf
- Molenaarsgraaf
- Ottoland
- Goudriaan
- Giessenburg
- Hoornaar
- Noordeloos
- Giessendam
- Groot-Ammers
- Streefkerk
- Kinderdijk

## Routes
Er zijn 7 routes die kunnen worden geschaatst. Dat zijn
- Giessen Route Klein (25 km) (heen en terug)

|                                   |
| Noordeloos                        |
| Hoornaar                          |
| Giessenburg                       |
| Giessendam                        |
| en dan weer terug naar Noordeloos |
- Graafstroom-Alblas Route (25 km) (heen en terug)

|                                       |
| Molenaarsgraaf                        |
| Bleskensgraaf                         |
| Oud-Alblas                            |
| Alblasserdam                          |
| en dan weer terug naar Molenaarsgraaf |
- Noord-Zuid Route (25 km) (rondje)

|              |
| Groot-Ammers |
| Ottoland     |
| Goudriaan    |
| Giessenburg  |
| Groot-Ammers |
- Kinderdijk-Streefkerk Route (25 km) (heen en terug)

|                                   |
| Streefkerk                        |
| Kinderdijk                        |
| Alblasserdam                      |
| En dan weer terug naar Streefkerk |
- Rondje Kinderdijk (50 km) (rondje)

|                |
| Kinderdijk     |
| Alblasserdam   |
| Oud-Alblas     |
| Bleskensgraaf  |
| Molenaarsgraaf |
| Ottoland       |
| Goudriaan      |
| Groot-Ammers   |
| Streefkerk     |
| Kinderdijk     |
- Grote Giessen Route (50 km) (rondje)

|              |
| Giessendam   |
| Ottoland     |
| Groot-Ammers |
| Ottoland     |
| Goudriaan    |
| Hoornaar     |
| Noordeloos   |
| Hoornaar     |
| Giessenburg  |
| Giessendam   |
- De gehele route (75 km)

|                |
| Alblasserdam   |
| Oud-Alblas     |
| Bleskensgraaf  |
| Molenaarsgraaf |
| Ottoland       |
| Giessenburg    |
| Giessendam     |
| Giessenburg    |
| Hoornaar       |
| Noordeloos     |
| Hoornaar       |
| Goudriaan      |
| Groot-Ammers   |
| Streefkerk     |
| Kinderdijk     |
| Alblasserdam   |